# Ghiacciaio Gjel
Il ghiacciaio Gjel (in norvegese la parola "gjel" significa "burrone") è un ghiacciaio lungo circa 31 km situato sulla costa della Principessa Ragnhild, nella Terra della Regina Maud, in Antartide. Il ghiacciaio, il cui punto più alto si trova a circa 1110 m s.l.m., si trova in particolare nelle monti Sør Rondane, dove fluisce verso nord scorrendo tra le ripide scarpate della dorsale Luncke e il monte Mefjell.

## Storia
Il ghiacciaio Gjel è stato mappato nel 1957 da cartografi norvegesi grazie a fotografie aeree scattate nel corso dell'operazione Highjump, 1946-1947, ed è stato da essi battezzato con il suo attuale nome.